# Cheiracanthium uncinatum
Cheiracanthium uncinatum är en spindelart som beskrevs av Paik 1985. Cheiracanthium uncinatum ingår i släktet Cheiracanthium och familjen sporrspindlar. Inga underarter finns listade i Catalogue of Life.